# Sphaerodoridium octopapillatum
Sphaerodoridium octopapillatum är en ringmaskart som beskrevs av Hartmann-Schröder 1965. Sphaerodoridium octopapillatum ingår i släktet Sphaerodoridium och familjen Sphaerodoridae. Inga underarter finns listade i Catalogue of Life.